# Трилогија Сабата
Трилогија Сабата је серија шпагети вестерн филмова објављених између 1969. и 1971. године, у режији Ђанфранка Паролинија, са Лијем ван Клифом у главној улози првог дела,  Јулом Бринером у другом, Адиос, Сабата и ван Клифом који се враћа у главној улози у трећем делу Повратак Сабате.

## Преглед

### Сабата
Ли Ван Клиф глуми углавном тихог, усамљеног револвераша који осујећује план неких вођа малог града у Тексасу да опљачкају сопствену банку и продају град железници. Вилијам Бергер глуми Банџу, противничког револвераша.

### Адиос, Сабата
Са Јул Бриннером у главној улози, овај филм је првобитно требало да носи назив Indio Black, али је наслов промењен након што се први Сабата филм показао успешним и инспирисао многе имитаторе. Лију ван Клифу, звезди првог филма о Сабати, била је понуђена улога, али је морао да одбије јер је био посвећен филму The Magnificent Seven Ride у улози Криса Адамса, коју је Бринер прославио у Седморицу величанствених. Адиос, Сабата смештен је у Мексику под влашћу цара Максимилијана I од Мексика, а Сабата је ангажован да украде вагон злата од аустријске војске.

### Повратак Сабате
Ли Ван Клиф се враћа у улози Сабате, који одлази у мали град у Тексасу и тражи освету барону пљачкаша, одлучан да украде нешто новца који је тај човек украо људима из града.

## ДВД издање
Сабата трилогија је објављена на ДВД-у од стране МГМ/УА октобра 2005.

## ДругиСабатафилмови
Као што је било уобичајено за успешне шпагети вестерне франшизе, објављено је неколико других имитатора Сабате. Ниједан од ових се не сматра делом "званичне" серије. То укључује:
- Wanted Sabata (1970) у режији Роберта Маурија са Бредом Харисом у главној улози.
- Arriva Sabata! (1970) у режији Тулија Демикелија са Питером Ли Лоренсом у главној улози.[4]
- Ископај свој гроб пријатељу... Сабата долази (1971) у режији Хуана Боша са Рафом Балдасаром у главној улози.[5]
- Пази Гринго! Сабата ће се вратити (1972) у режији Алфонса Балказара и Педра Луиса Рамиреза, са Џорџом Мартином у главној улози.[6]